# Pietro La Vega
Pedro de la Vega (a menudo conocido por a forma italianizada de su nombre Pietro La Vega) (1738, Roma - 1810, Torre Annunziata, Napoles) fue un ingeniero militar, arqueólogo y grabador español que dibujó las ruinas de Pompeya, Herculano y Estabia.

## Vida
Los hermanos de la Vega nacieron ambos con un año de diferencia en Roma, de padres españoles. Ambos recibieron su formación gracias a un estipendio del entonces rey de Nápoles Carlos VII (luego Carlos III de España)
Pedro comenzó sus trabajos arqueológicos en 1780 como ayudante de su hermano mayor Francisco la Vega, que había sido nombrado director de excavaciones de Pompeya por el rey de Nápoles, Fernando I de las Dos Sicilias. A la muerte de Francisco en 1804, le sucedió en el puesto.
Pietro la Vega fue un arqueólogo muy concienzudo y meticuloso, que tomaba muchas notas. Sus trabajos hicieron posible a François Mazois (Carlo Francesco Mazois) publicar en 1824 la síntesis más completa de los trabajos arqueológicos de Pompeya.
El 30 de enero de 1811 el entonces rey de Nápoles Joaquín Murat lo hizo socio honorario de la Academia Herculanense.